# Bommanahal, Manvi
Bommanahal là một làng thuộc tehsil Manvi, huyện Raichur, bang Karnataka, Ấn Độ.